# 야쿠시마루 히로코
야쿠시마루 히로코(일본어: 薬師丸 ひろ子, 1964년 6월 9일 ~)는 일본의 배우이자 가수이다. 본명은 야쿠시마루 히로코 (薬師丸 博子)이며, 도쿄도 미나토구 출신이다.
1978년, 영화 《야성의 증명》으로 데뷔했다. 1980년대부터, 하라다 토모요(原田知世), 와타나베 노리코(渡辺典子)와 함께 〈가도카와 세 자매〉라 불리며, 가도카와 영화의 간판 배우로 활동했으며, 현재에 이른다.

## 작품 목록

### 영화
- 1978년 《야성의 증명》
- 1979년 《전국자위대》
- 1981년 《세일러복과 기관총》 주연 · 호시 이즈미역
- 1983년 《탐정 이야기》
- 1983년 《사토미 팔견전》
- 1984년 《W의 비극》
- 1992년 《반짝반짝 빛나는》
- 2003년 《키라라즈 캐츠아이 일본 시리즈》
  - 2006년 《키라라즈 캐츠아이 월드 시리즈》
- 2005년 《철인 28호》
- 2005년 《올웨이즈 3번가의 석양》
  - 2007년 《올웨이즈 3번가의 석양 속편》
- 2007년 《버블로 고!! 타임머신은 드럼 방식》
- 2007년 《안경》
- 2008년 《노래 혼》
- 2009년 《헤븐스 도어》
- 2010년 《그 남자가 아내에게》
- 2010년 《하나미즈키 (영화)》
- 2017년 《8년을 뛰어넘은 신부》 - 나카하라 하츠미 역
- 2022년 《톤비》 - 타에코 역
- 2024년 《라스트 마일》 - 미츠미 나츠요 역

### 드라마
- 2002년: 《키사라즈 캐츠아이》
- 2005년: 《타이거 앤 드래곤》
- 2005년: 《1리터의 눈물》
  - 2007년: 《1리터의 눈물 특별편: 추억》
- 2005년: 《우메코》
- 2007년: 《백호대》
- 2008년: 《홈리스 중학생》
- 2008년: 《천의 바람이 되어 드라마 스페셜》
- 2010년: 《자만 형사》
- 2010년: 《Q10》
- 2011년: 《전개걸》
- 2013년: 《울지마, 하라 짱》
- 2013년 : 《아마짱》
- 2014년: 《약해도 이길 수 있습니다》
- 2018년: 《언내추럴》

## 음반 목록

### 싱글
- 세일러복과 기관총 (1981년)